# Rural Rides
Rural Rides ist ein 1830 erschienenes Buch des englischen Schriftstellers William Cobbett.

## Hintergrund und Inhalt
William Cobbett war einer der bemerkenswertesten Charaktere des 19. Jahrhunderts. Geboren in Surrey und aufgewachsen als Ackerknecht oder menschliche Vogelscheuche in einem kleinen blauen Arbeitskittel („human scarecrow in a little blue smock“) wie er es nannte, wurde Soldat und später politischer Journalist, entkam der Französischen Revolution und lebte später in Philadelphia. Nach seiner Rückkehr aus den Vereinigten Staaten begann er 1821 eine Reihe von Reisen durch Südengland, um zu sehen, wie sich die dortige Landschaft seit seiner Kindheit verändert hatte.
Das daraus entstandene Buch Rural Rides ist ein klassisches Porträt des ländlichen Lebens kurz vor der Industriellen Revolution. Seit seiner ersten Veröffentlichung 1830 wird es immer wieder neu aufgelegt und von Schriftstellern wie Matthew Arnold oder dem Historiker Alan J. P. Taylor gewürdigt.
Diese Fahrten brachten Cobbett zurück zu seinen Wurzeln in einem wunderbar vertrauten und gemächlichem Schritttempo. Er reiste nach Selborne in Hampshire, wo ein Pfarrer kurz zuvor erschossen wurde, und nach Thursley in Surrey, wo die gesamte Gemeinde begierig eine Fuchsjagd erwartet, so glücklich als wenn alle jung wären und alle gerade zur eigenen Hochzeit gingen („as happy as if all were young and all just going to be married“).
Mit der Kenntnis eines Landwirts bemerkt er die Saaten und den Zustand der Ackerböden, und er hat eine Leidenschaft für die Armen und das was er wahrnimmt als ein beständiges Gefälle des ländlichen Lebens aus Sicht des Wachstums der Städte. Obwohl vieles von dem von ihm Aufgezählten längst verschwunden ist, ist anderes auch heute noch aktuell wie die von den Landwirten gemachten Verlusten, der Korruption der Politiker und der Abwertung der Währung.
In robuster, angenehmer und deutlicher Sprache gießt Cobbett Hohn über die zur Zurückschlagung von Napoleon Bonaparte gebauten Martello-Türme (Ich wage zu sagen, dass sie MILLIONEN kosten („I dare say they cost MILLIONS“)), über den Ochsenfrosch („bullfrog“) oder habgierigen Großgrundbesitzer und über „The Great Wen“ oder Eiterbeule, wie er London abschätzig bezeichnet. Beredsam beschreibt er die Schönheiten der englischen Landschaften und die Wichtigkeit der drei B's für den einfachen Arbeiter: „Bacon, Bread and Beer“ (Speck, Brot und Bier).
Der Journalist Richard Ingrams führt in einer Neuauflage des Buches aus, dass Cobbett besessen war von einer merklich englischen Gesinnung, die radikalen Glauben mit konservativen Instinkten kombinierte, einer dickköpfigen Individualität und, vor allem, der Fähigkeit seine Leser zum Lachen zu bringen („an attitude of mind distinctly English, combining radical beliefs with conservative individuality and, above all, the ability to make his readers laugh“).
Das Buch ist ein reichhaltiges Porträt, sowohl eines Zeitalters als auch einer herausragenden Persönlichkeit.
Gilbert Keith Chesterton beschrieb das Buch wie folgt:
Die Rural Rides sind reine Literatur... Alles kommt hinein in diesem großartigen Monolog („The Rural Rides are pure literature... Eyerything comes into this great soliloquy“).